# Live in Boston (álbum de Fleetwood Mac)
Live in Boston es un álbum y DVD en vivo de la banda británica de rock Fleetwood Mac, publicado en 2004 por Reprise Records. Fue grabado en los días 23 y 24 de septiembre de 2003 en el recinto FleetCenter —actualmente llamado TD Garden— en Boston en el estado de Massachusetts, durante la gira promocional del álbum Say You Will. Se lanzó como un doble DVD de veinticuatro canciones acompañado de un CD de tan solo diez.
El disco compacto alcanzó el puesto 84 en la lista estadounidense Billboard 200, mientras que el vídeo llegó hasta el puesto 3 en dicho país. Además el DVD fue certificado con disco de platino en los Estados Unidos, luego de vender más de 100 000 copias.

## Lista de canciones

### DVD (disco uno)
| N.º | Título                   | Duración |  |
| 1.  | «The Chain»              |          |  |
| 2.  | «Dreams»                 |          |  |
| 3.  | «Eyes of the World»      |          |  |
| 4.  | «Peacekeeper»            |          |  |
| 5.  | «Second-Hand News»       |          |  |
| 6.  | «Say You Will»           |          |  |
| 7.  | «Never Going Back Again» |          |  |
| 8.  | «Rhiannon»               |          |  |
| 9.  | «Come»                   |          |  |
| 10. | «Gypsy»                  |          |  |
| 11. | «Big Love»               |          |  |
| 12. | «Landslide»              |          |  |

### DVD (disco dos)
| N.º | Título                       | Duración |  |
| 1.  | «Say Goodbye»                |          |  |
| 2.  | «What's the World Coming To» |          |  |
| 3.  | «Beautiful Child»            |          |  |
| 4.  | «Gold Dust Woman»            |          |  |
| 5.  | «I'm So Afraid»              |          |  |
| 6.  | «Silver Springs»             |          |  |
| 7.  | «Tusk»                       |          |  |
| 8.  | «Stand Back»                 |          |  |
| 9.  | «Go Your Own Way»            |          |  |
| 10. | «World Turning»              |          |  |
| 11. | «Don't Stop»                 |          |  |
| 12. | «Goodbye Baby»               |          |  |

### CD
| N.º | Título              | Duración |  |
| 1.  | «Eyes of the World» | 3:28     |  |
| 2.  | «Dreams»            | 4:28     |  |
| 3.  | «Rhiannon»          | 5:17     |  |
| 4.  | «Come»              | 8:24     |  |
| 5.  | «Big Love»          | 3:01     |  |
| 6.  | «Landslide»         | 4:15     |  |
| 7.  | «Silver Springs»    | 5:25     |  |
| 8.  | «I'm So Afraid»     | 9:39     |  |
| 9.  | «Stand Back»        | 6:44     |  |
| 10. | «Go Your Own Way»   | 7:16     |  |

## Músicos
- Stevie Nicks: voz y pandereta
- Lindsey Buckingham: guitarra y voz
- John McVie: bajo
- Mick Fleetwood: batería

Personal adicional
- Jana Anderson, Sharon Celani: coros
- Neale Heywood: guitarra rítmica y coros
- Taku Hirano, Steve Rinkov : percusión y batería adicional
- Carlos Ríos: guitarra adicional
- Brett Tuggle: teclados, guitarra y coros